# Zigzag Moderne

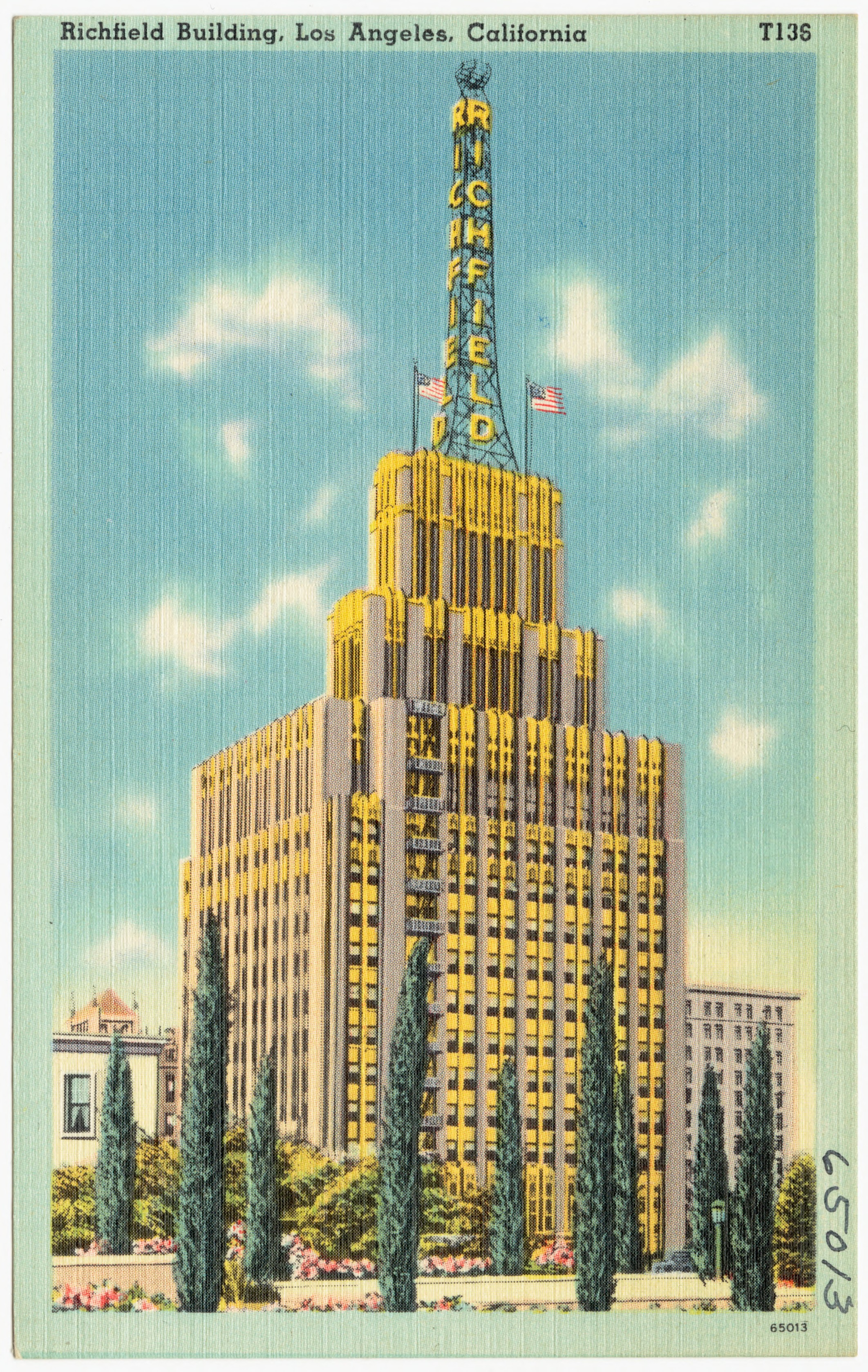
Torre Richfield (1929)

Zigzag Moderne é um sub-estilo arquitetónico da Arte Déco se usarmos a classificação estabelecida por David Gebhard (Robert M. Craig definiria o estilo simplesmente como "Art Déco").  O estilo Zigzag foi popular na década de 1920 e foi substituído pelo Streamline Moderne na década de 1930.

## História
Gebhard traça as raízes do Zigzag Moderne para as obras de Bertram G. Goodhue e Eliel Saarinen, bem como a influência do emergente Estilo Internacional e da Exposição Internacional de Artes Decorativas e Industriais Modernas de 1925 em Paris com os seus designs de Frank Lloyd Wright . Também observa a diversidade de fontes entre o Zigzag e o estilo Streamline que o sucedeu, este último inspirado pela "estética maquinada" das formas aerodinâmicas.

## Características

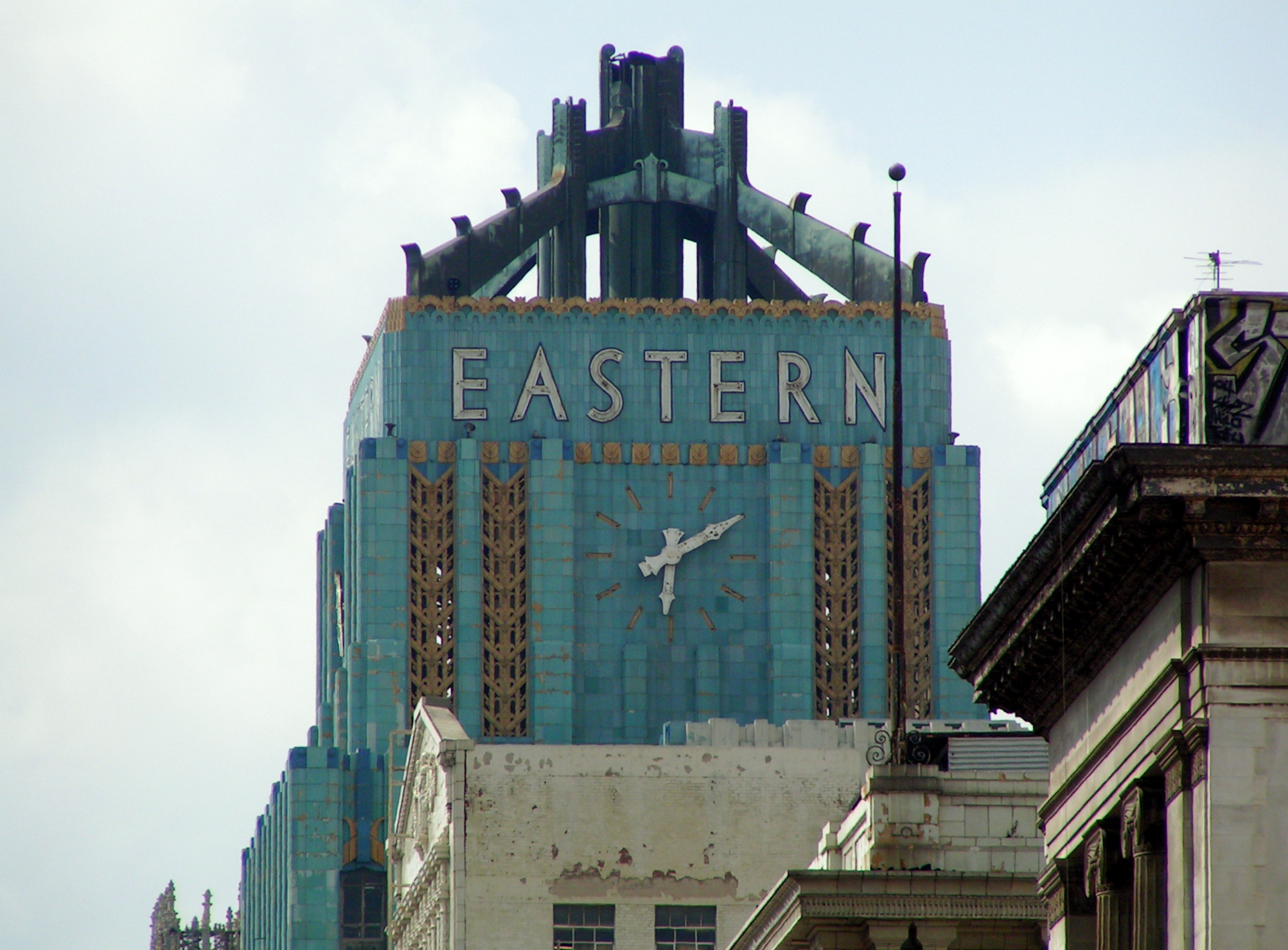
Decorações em chevron dourado no Edifício Eastern Columbia (1929)

Gebhard lista as seguintes características do Zigzaq Moderne:
- formas exteriores pesadas e monumentais construídas com superfícies lisas e aberturas de janelas dispostas dentro de painéis encastrados;
- telhado plano, sem terminação clássica ou gótica no topo;
- torre central que desce em degraus até à periferia;
- as decorações consistem em zigue-zagues, chaveirões, raios de sol, espirais, flora e fauna estilizadas.